# Cathédrale du Christ-Roi de Gitega
Cette  cathédrale n’est pas la seule cathédrale du Christ-Roi.
La cathédrale du Christ-Roi de Gitega est la cathédrale de l'archidiocèse de Gitega, située dans la province de Gitega, au Burundi.

## Histoire
Le pape Jean-Paul II s'y est rendu lors d'un de ses voyages, en septembre 1990.